# Misgolas elegans
Misgolas elegans là một loài nhện trong họ Idiopidae.
Loài này thuộc chi Misgolas. Misgolas elegans được William Joseph Rainbow & Pulleine miêu tả năm 1918.